# 奥克维尔 (马尼托巴)
奥克维尔（Oakville）是加拿大马尼托巴省的一个非法人社区，位于波蒂奇拉普雷里，地處温尼伯以西56公里。根據2021年的人口普查，奥克维尔當地人口为652人。